# Bousignies
Bousignies ist eine französische Gemeinde mit 344 Einwohnern (Stand: 1. Januar 2022) im Département Nord in der Region Hauts-de-France. Sie gehört zum  Arrondissement Valenciennes und zum Kanton Saint-Amand-les-Eaux.

## Geografie
Die Gemeinde Bousignies liegt in Französisch-Flandern, etwa 15 Kilometer nordwestlich von Valenciennes und acht Kilometer südlich der Grenze zu Belgien. Das Gemeindegebiet von Bousignies ist Teil des Regionalen Naturparks Scarpe-Schelde (frz.: Parc naturel régional Scarpe-Escaut). Bousignies wird umgeben von den Nachbargemeinden Rosult im Norden, Millonfosse im Osten und Süden, Tilloy-lez-Marchiennes im Südwesten sowie Brillon im Westen und Nordwesten. Im Nordosten der Gemeinde verläuft die Autoroute A23.

## Bevölkerungsentwicklung
| Jahr                       | 1962 | 1968 | 1975 | 1982 | 1990 | 1999 | 2007 | 2020 |
| Einwohner                  | 185  | 206  | 182  | 203  | 249  | 268  | 308  | 354  |
| Quellen: Cassini und INSEE |      |      |      |      |      |      |      |      |

## Sehenswürdigkeiten
- Christus-Erlöser-Kapelle (Chapelle du Christ-Rédempteur)

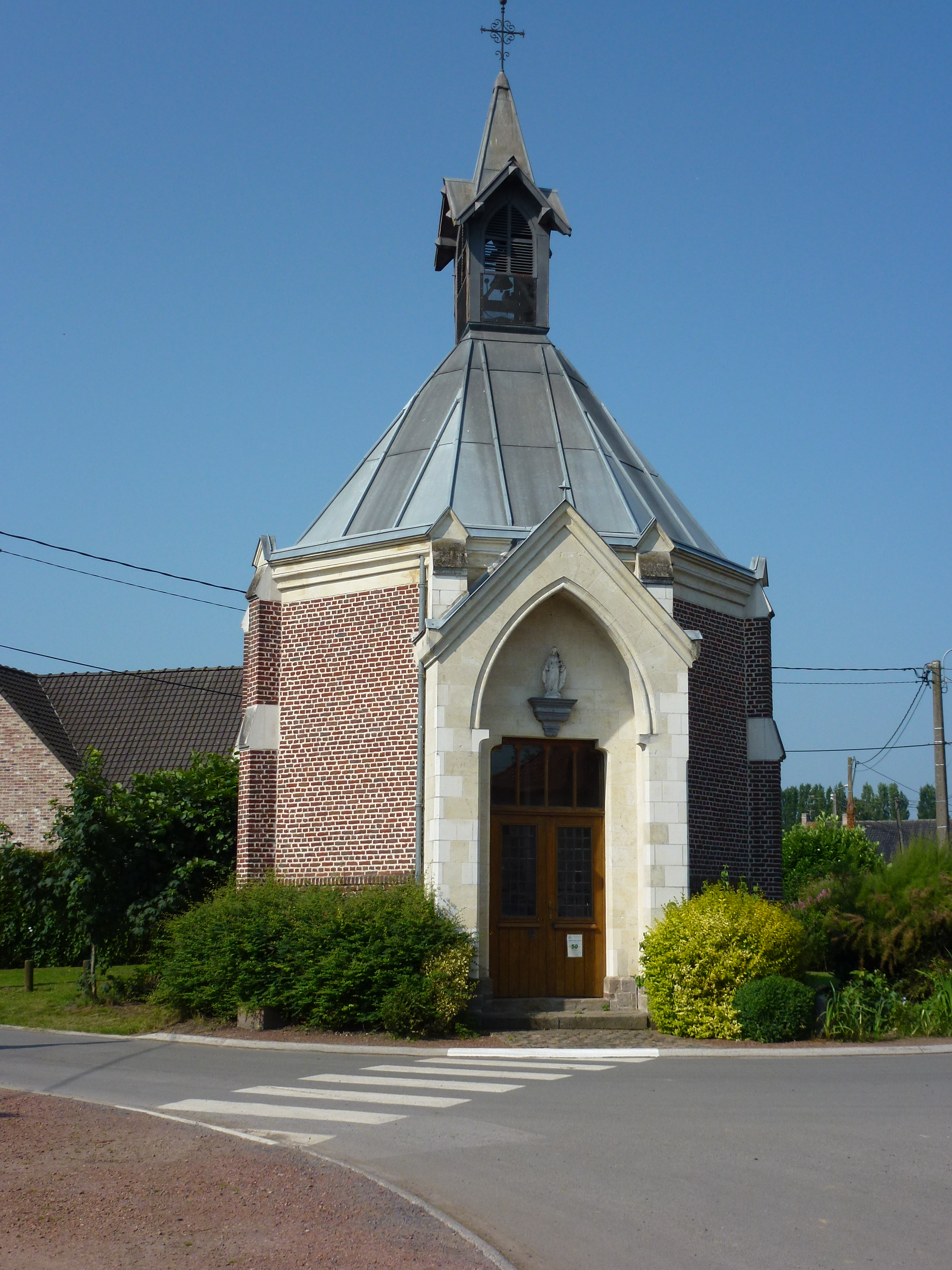
Christus-Erlöser-Kapelle